# Sonate pour piano et violon de Franck
Pour les articles homonymes, voir Sonate pour violon et piano.
La Sonate pour piano et violon en la majeur FWV 8, une des plus connues du répertoire pour violon et piano, est l'œuvre la plus jouée de César Franck : il en existait plus de 180 enregistrements à la fin des années 2010.
Cette œuvre est caractéristique du compositeur : architecture travaillée, thèmes nombreux et variés auxquels la forme cyclique chère à Franck donne l'unité d'ensemble. Elle est aussi remarquable pour l’équilibre des rôles et le dialogue entre les deux instruments, traités à parité, ainsi que par la maîtrise du tempo demandée aux interprètes, qui doivent souvent retenir leur jeu pour accroître tension et émotion. 
Composée à l'été 1886, elle est dédiée au violoniste belge Eugène Ysaÿe, qui la créa avec Mme Bordes-Pène le 16 décembre 1886 à Bruxelles. Elle inspire Marcel Proust comme modèle pour sonate de Vinteuil, œuvre musicale jouant un rôle important dans A la recherche du temps perdu.
L'exécution dure environ une demi-heure.

## Mouvements
L'œuvre comporte quatre mouvements :
1. Allegretto ben moderato
2. Allegro
3. Recitativo-Fantasia (ben moderato)
4. Allegretto poco mosso

## Histoire
Avec la fondation de la Société nationale de musique après la guerre de 1870, dont Franck est l'un des membres initiaux, la musique française, alors plutôt orientée vers l'opéra, commence à produire plus d'œuvres de musique instrumentale et de musique de chambre. C'est dans les murs de « La nationale » qu'a été créée la sonate pour violon et piano n°1 de Fauré en 1877, qui a connu un grand succès, et la première sonate pour violon et piano de Saint-Saëns en 1885. Ces exemples ont certainement inspiré à Franck l'envie de produire une œuvre du même genre.
Franck compose la sonate pendant l'été 1886, dans une maison qu'il loue près de la forêt de Sénart. La sonate est achevée vers le 15 septembre, et Franck fait appel au violoniste Armand Parent pour mettre au point son œuvre et les indications d'interprétation. Sous la suggestion d'une amie pianiste Marie-Léontine Bordes-Pène, il dédie la sonate au compositeur et violoniste Eugène Ysaÿe, alors jeune musicien en devenir de 28 ans. Léontine est invitée au mariage d'Ysaÿe le 28 septembre 1886, et apporte le manuscrit de la sonate en cadeau de mariage du compositeur. Ils déchiffrent immédiatement l'œuvre et la font sonner pour la première fois aux oreilles des invités du mariage. Ysaÿe est enchanté de ce cadeau et le qualifie sincèrement de « chef-d'œuvre ».
Ce sont également ces deux solistes qui créeront officiellement la sonate, au mois de décembre 1886 à Bruxelles, dans un concert consacré exclusivement aux œuvres de Franck.
La réception critique est immédiatement excellente. Ysaÿe produit l'œuvre à la moindre occasion, et elle est bientôt reprise par d'autres violonistes qui voient en elle une œuvre emblématique. Quelques années plus tard, Marcel Proust l'entend en concert et elle l'inspire comme modèle pour la fameuse sonate de Vinteuil, œuvre musicale jouant un rôle important dans À la recherche du temps perdu.